# Rogotin
Rogotin falu Horvátországban, Dubrovnik-Neretva megyében. Közigazgatásilag Pločéhez tartozik.

## Fekvése
Makarskától légvonalban 45, közúton 57 km-re délkeletre, községközpontjától légvonalban 3, közúton 5 km-re keletre, a Neretva jobb partján, a folyó torkolatától északra található. A település legnagyobb része voltaképpen egy háromszög alakú szigeten fekszik, hiszen minden irányból vizek veszik körül. Északról a Crna-patak, északnyugatról ennek mellékága a Rogotin a tengerrel összeköttetésben levő Vlaska-tóval, keletről és délről a Neretva, délnyugatról a tenger határolja. Története során csak két irányból, a Crnán, illetve a Neretván átívelő hidakon át lehetett megközelíteni. Domborzatát tekintve a 335 méteres Plinsko-hegytől egy szűk szoros választja el, melyen a Crna-patak ömlik át. A Crna bal partjától dél felé egy alacsony dombvonulat tart a Neretva folyásának irányába, melynek tagjai a Kućetine, a Klenj, a Torine, a Rašeljka, a Viline Pole és végül a legmagasabb, a 69 méteres Gradina. Erre merőlegesen egy kelet-nyugati irányú dombvonulat is megfigyelhető. A határában épített hídon szeli át az Adria-parti főút a Neretvát.

## Története
Az első telepesek 1716-ban érkeztek a mai Rogotin területére, amikor az a Velencei Köztársaság része volt. A rogotiniak legnagyobb része a mai Gabela területéről érkezett azután, hogy az új velencei-török határt Metković és Gabela között húzták meg. Így a korábban már felszabadított Gabela és vidéke újra török uralom alá került és a lakosság a kivonuló velencei katonasággal együtt nyugatra menekült. A korabeli összeírás adataiból ismert, hogy 1733-ban a szigetnek nevezett Rogotinban négy család tartózkodott. Az egyházi adományok 1736-os iratából ismertek az akkor itt élt családok nevei, de ezek közül a II. világháború előtti adatok között már egyet sem találunk. Ebből az következik, hogy az eredeti telepes családok időközben kihaltak, vagy elköltöztek. Az 1796-os összeírásban már megtaláljuk a ma itt élő család többségét, akik főként a környező településekről, Pasičináról, Baćináról, Plinától, Vrgorac környékéről és a hercegovinai Veljakról érkeztek. Idővel benépesítették a településnek a Crna jobb partján fekvő részeit is. Egyházilag az első lakosok még az 1716-ban alapított opuzeni plébániához tartoztak egészen 1746-ig, amikor az akkor alapított komini plébániához csatolták őket, ahova az I. világháború végéig tartoztak.
A velencei uralomnak 1797-ben vége szakadt és osztrák csapatok vonultak be Dalmáciába. 1806-ban az osztrákokat legyőző franciák uralma alá került, de Napóleon lipcsei veresége után 1813-ban újra az osztrákoké lett. 1870-ben felépítették a Szentháromság tiszteletére szentelt templomukat. 1894-ben megnyílt a település alapiskolája, mely az egyik legrégibb és ma is működő iskola a Neretva alsó folyása mentén. 1909-ben megalapították a helyi takarékpénztárat. 1857-ben 187, 1910-ben 344 lakosa volt. 1918-ban az új szerb-horvát-szlovén állam, majd később Jugoszlávia része lett. 1919-ben a település levált a komini plébániáról és önálló plébánia lett. A második világháború idején a Független Horvát Állam része volt. 2000-ben a Trovro-hegyre felépült egy hét és fél méter magas kereszt, mely a kereszténység nagy jubileumára, a templom építésének 130. évfordulójára és a délszláv háború befejezésének 5. évfordulójára emlékeztet. A településnek 2011-ben 665 lakosa volt.

## Népesség
| Lakosság változása | Lakosság változása | Lakosság változása | Lakosság változása | Lakosság változása | Lakosság változása | Lakosság változása | Lakosság változása | Lakosság változása | Lakosság változása | Lakosság változása | Lakosság változása | Lakosság változása | Lakosság változása | Lakosság változása | Lakosság változása |
| ------------------ | ------------------ | ------------------ | ------------------ | ------------------ | ------------------ | ------------------ | ------------------ | ------------------ | ------------------ | ------------------ | ------------------ | ------------------ | ------------------ | ------------------ | ------------------ |
| 1857               | 1869               | 1880               | 1890               | 1900               | 1910               | 1921               | 1931               | 1948               | 1953               | 1961               | 1971               | 1981               | 1991               | 2001               | 2011               |
| 187                | 0                  | 244                | 281                | 334                | 344                | 0                  | 416                | 540                | 637                | 671                | 771                | 742                | 727                | 747                | 665                |

(1869-ben és 1921-ben lakosságát Kominhoz számították.)

## Nevezetességei
- A Szentháromság tiszteletére szentelt plébániatemploma 1870-ben épült. Korábban a helyén már állt egy Szentháromság kápolna, melyet a templom építésekor lebontottak. Akkor a településen mindössze húsz család élt, így a templomot nem tudták azonnal befejezni. A márvány oltárok csak később készültek el, így a templomot csak 1924. június 15-én szentelte fel Kvirin Klement Bonefačić püspök. A főoltár előtti szembemiséző oltárt 1970-ben emelték. Egyszerű homlokzatán nagyméretű körablak látható, míg az oldalfalakon két hosszúkás, félköríves ablak található. A templomnak nem volt harangtornya, azt csak 1977-ben építették az apszis mellé. Két mellékoltára Szűz Mária és Szent József tiszteletére van szentelve. A szentélyben és a hajóban Szent Antal és boldog Alojzije Stepinac szobrai láthatók, utóbbi Vinko Bagarić szobrászművész alkotása 2003-ból.
- A temetőben álló Szent Miklós kápolnát 1907-ben építették. Benne Szent Miklós szobra található.
- A Mária szíve kápolnát 1850 körül fogadalmi kápolnaként építették.

## Gazdaság
A helyi gazdaság alapját a mezőgazdaság és a halászat adja.

## Kultúra
A település kulturális egyesületei:
- KUD Marko Markota kulturális és művészeti egyesület
- Pučki povači Rogotin
- KUD Šunjuše kulturális és művészeti egyesület
- Providenca női kar
- Rogotini templomi énekkar

## Oktatás
A népiskola 1893-ban nyílt meg Nikola Damić házában és ma is ott működik. Első tanítója Jerka Kačić-Dimitri volt.

## Sport
- Rogotin vízilabdaklub. Nagy múlttal rendelkezik, ma a horvát 3. ligában a spliti csoportban szerepel.
- Rogotin evezősklub, mely a maratoni evezésben érte el legnagyobb sikereit.
- Marko Markota evezősklub, melyet a korán elhunyt rogotini polgár emlékére alapítottak.
- Rogotin sportegyesület. Ők rendezik a hagyományos "Stipe i Siniša" kispályás labdarúgótornát.
- Rogotin kajak-kenu klub az legfiatalabb kajak-kenu klubja.
- Rogotin bocsaklub

## Fordítás
Ez a szócikk részben vagy egészben  a   Rogotin című horvát Wikipédia-szócikk ezen változatának fordításán alapul.  Az eredeti cikk szerkesztőit annak laptörténete sorolja fel. Ez a jelzés csupán a megfogalmazás eredetét és a szerzői jogokat jelzi, nem szolgál a cikkben szereplő információk forrásmegjelöléseként.